# Enrique Udaondo
Enrique Udaondo (Buenos Aires, Argentina, 11 de junio de 1880 - 6 de junio de 1962) fue un historiador argentino. Tuvo una prolongada actividad como museísta y dirigió durante muchos años el Museo Histórico de Luján.

## Primeros años
Nació en el seno de una familia adinerada y con prestigio social. Sus padres fueron Melitón Udaondo Ortiz Basualdo y Adela Peña Zelaya y era el sexto de sus ocho hijos. Era cuarto nieto de Juan de Lezica y Torrezuri, quien fuera Alférez Real Perpetuo de la Villa de Luján, a mediados del siglo XVIII.
Estudió en la Academia Americana primero y en el Instituto Americano de Buenos Aires después, en ambos casos instituciones privadas, donde, además de una formación humanística apreciable, aprendió a la perfección francés e inglés.

## Su vinculación con el arte y la ciencia
Aficionado al dibujo y a la pintura con acuarelas, realizaba retratos de próceres de la historia argentina, que luego obsequiaba. También hacía planos de batallas, combates y otros dibujos de construcción histórica que utilizó en publicaciones; tenía predilección por dibujar caballos, con los cuales bosquejaba escenas campestres. Cuando estuvo a cargo de museos, hacía en algunos casos en ellos trabajos de restauración o coloreaba algún retrato. Su vocación docente hacía que sus visitas guiadas no fueran meras exposiciones repetidas, pues sus conocimientos de historia les daban atracción y variedad.
Fue un gran estudioso de la historia argentina, disciplina en la que lo inició su tío Enrique Peña, en especial la cultural y religiosa. Sus creencias lo llevaron a integrar la Tercera Orden de San Francisco, las Conferencias Vicentinas, la Archicofradía del Santísimo Sacramento y la Acción Católica. Mediante la búsqueda y la gestión de donaciones fue acopiando objetos vinculados a la historia.

## Labor académica

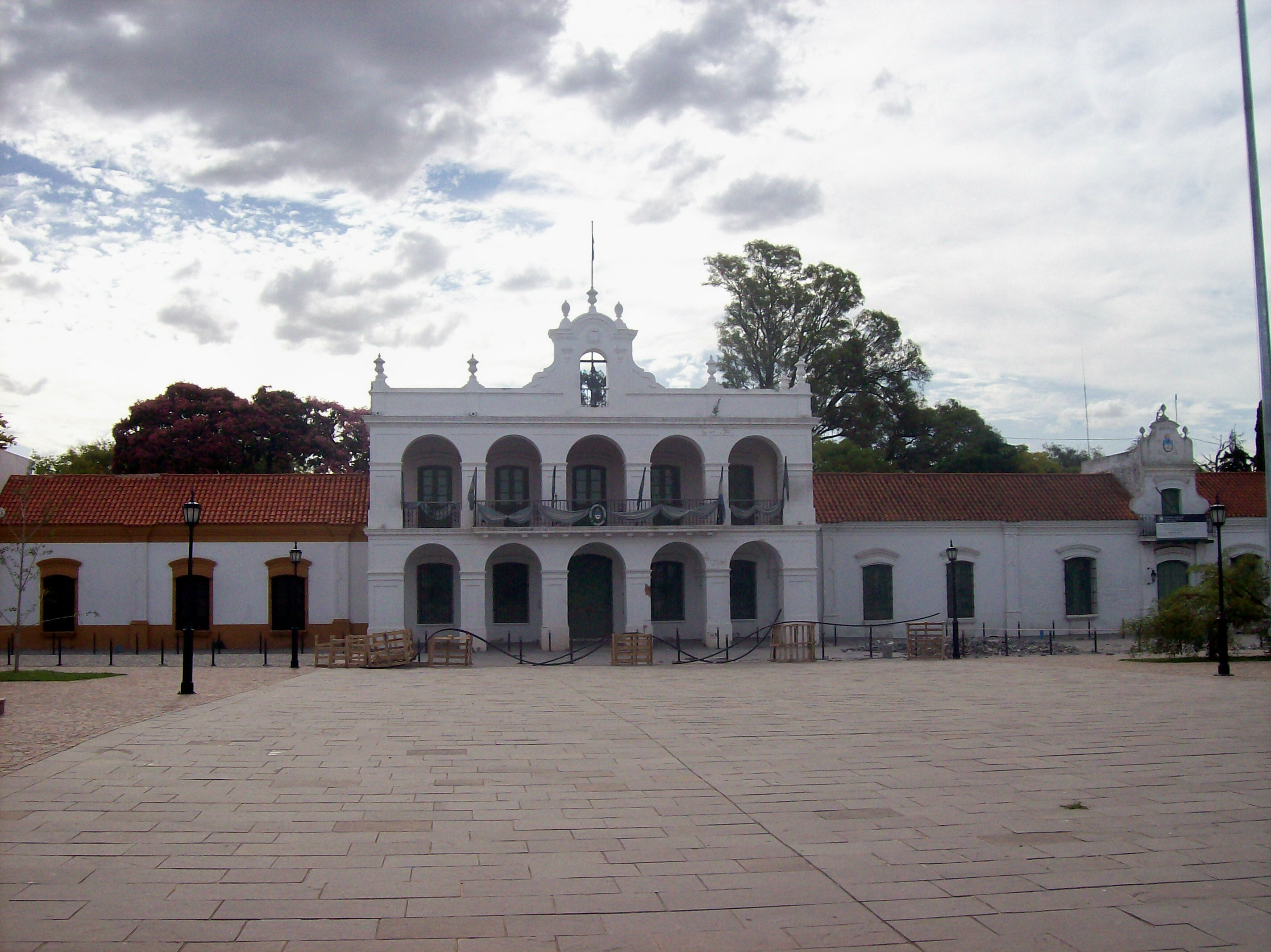
Fachada del Cabildo y del Museo Histórico Nacional Enrique Udaondo de Luján

Su producción fue importante y variada, entre otras obras escribió: Plazas y Calles de Buenos Aires; Guía del Cementerio de la Recoleta; Uniformes Usados en Nuestro Ejército; Árboles Históricos de la República Argentina;. Celebración del Día del Pájaro; Centenario de Ayacucho; Descripción de las Fiestas que organizó el Museo en conmemoración del Tercer Centenario de Luján; Acuerdos del Extinguido Cabildo de la Villa de Luján 1771-1790; Diccionario Biográfico Argentino; Diccionario Biográfico Colonial Argentino y Reseña Histórica de la Villa de Luján. 
Fue académico de la Junta de Historia y Numismática Americana y uno de los fundadores de la Institución Mitre. Fue miembro de número de la Academia Nacional de la Historia de la República Argentina desde 1938 y su vicepresidente en 1955. Condujo la Exposición Retrospectiva de Arte Religioso celebrada en Buenos Aires, en 1934, con motivo del Congreso Eucarístico Internacional. Fue vocal de la Comisión Nacional de la Reconquista, miembro honorario del Instituto Nacional Sanmartiniano e integró otras academias, institutos y sociedades.
Organizó otras instituciones vinculadas a la Historia, como el Museo de la Casa del Acuerdo de San Nicolás, el Museo Evocativo de Dolores, el Museo Pampeano de Chascomús y Parque “Libres del Sur, este último, realizado con parte de los bienes legados por Félix Bunge para obras culturales, en un edificio que se construyó con los planos de la Posta de Pueyrredón en San Isidro. También el Museo Gauchesco y Parque Criollo “Ricardo Guiraldes”, en San Antonio de Areco, el Parque Provincial de Pigüé y los parques provinciales “Ernesto Tornquist” en Sierra de la Ventana y “General Madariaga” en el partido del mismo nombre. Udaondo también construyó monolitos recordatorios en numerosos lugares donde ocurrieron hechos históricos, colocó placas de mármol o bronce con leyendas históricas en 112 municipalidades de la provincia convirtiéndose en el iniciador del señalamiento histórico. 
Fue el primer director (con carácter honorario) del Museo Histórico de Luján, que hoy lleva su nombre, inaugurado el 12 de octubre de 1923.
Falleció en Buenos Aires el 6 de junio de 1962, tras una larga enfermedad.